# 리브레토

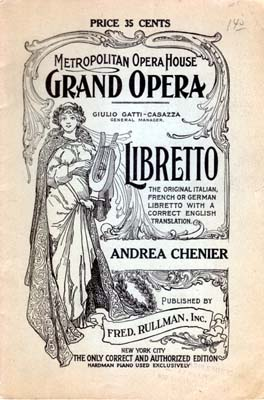
조르다노의 《안드레아 세니에》 1921년 리브레토 표지

리브레토(이탈리아어: libretto; 소책자)는 오페라, 오페레타, 가면극, 오라토리오, 칸타타, 뮤지컬 등 극적인 형태의 음악 작품에 쓰이거나 쓰이도록 계획된 텍스트, 즉 대본이다. 미사, 레퀴엠, 성스러운 칸타타 같은 주요 전례 작품의 텍스트나 발레의 줄거리를 가리키는데 쓰이기도 한다.
리브레토(복수형 libretti)는 이탈리아어에서 유래한 단어로, 리브로(이탈리아어: libro, 책)의 지소사이다. 때때로 프랑스어 작품은 리브레(프랑스어: livret), 독일어 작품은 텍스트부흐(독일어: Textbuch), 스페인어 작품은 리브레토(스페인어: libreto)처럼 그 나라의 언어로 리브레토를 표현하기도 한다. 시놉시스가 줄거리를 요약한다면, 리브레토는 모든 단어와 지문을 포함하고 있다는 점에서 줄거리의 시놉시스나 시나리오와는 구분된다. 일부 발레 역사가들은 19세기 파리의 발레 관객들에게 판매한 발레의 이야기를 장면 별로 매우 상세하게 묘사한 15~40쪽 짜리 책을 지칭할 때 리브레토라는 단어를 쓰기도 한다.
음악 작품 창작에서 리브레티스트(이탈리아어: librettist; 리브레토 작가)와 작곡가의 관계는 출전과 작법을 채택하듯 수세기에 걸쳐 다양해졌다.
현대의 영어 뮤지컬 작품에서도 작품의 대본을 리브레토로 부르는 경우도 있으나, 보통은 노래 가사가 제외된다.

## 같이 보기
- 노랫말